# Pachychalina
Pachychalina is een geslacht van sponsdieren uit de familie van de gewone sponzen (Demospongiae).

## Soorten
- Pachychalina acapulcensis Wilson, 1904
- Pachychalina alcaloidifera Pinheiro, Berlinck & Hajdu, 2005
- Pachychalina alveopora Topsent, 1906
- Pachychalina arctica (Miklucho-Maclay, 1870)
- Pachychalina erinacea Goodwin, Jones, Neely & Brickle, 2011
- Pachychalina fracta Hentschel, 1929
- Pachychalina glacialis (Burton, 1934)
- Pachychalina rustica Schmidt, 1868
- Pachychalina schmidti Lundbeck, 1902
- Pachychalina subcapitata (Lévi, 1961)